# Захаровская (Ровдинское сельское поселение)
Захаровская — деревня в Шенкурском районе Архангельской области. Входит в состав муниципального образования «Ровдинское».

## История
Указана в «Списке населённых мест по сведениям 1859 года» в составе Шенкурского уезда(1-го стана) Архангельской губернии под номером «2072» как «Захаровка». Насчитывала 4 двора, 19 жителей мужского пола и 22 женского.
В «Списке населенных мест Архангельской губернии к 1905 году» деревня Захаровская(Шевелевская) насчитывает 9 дворов, 39 мужчин и 36 женщин.  В административном отношении деревня входила в состав Суландского сельского общества Ровдинской волости.
На 1 мая 1922 года в поселении 12 дворов, 22 мужчины и 37 женщин.

## География
Деревня расположена в южной части Архангельской области, в таёжной зоне, в пределах северной части Русской равнины, в 55 километрах на юго-запад от города Шенкурска, на правом берегу реки Суланда, притока Пуи. Ближайшие населённые пункты: на севере, на противоположенном берегу реки, деревня Сараевская.

### Часовой пояс
Захаровская, как и вся Архангельская область, находится в часовой зоне МСК (московское время). Смещение применяемого времени относительно UTC составляет +3:00.

## Население
| 2002 | 2010 | 2012 |
| ---- | ---- | ---- |
| 5    | ↗7   | ↘0   |